# آلیاگا
آلیاگا (به اسپانیایی: Aliaga, Aragon) یک شهرستان در اسپانیا است که در استان تروئل واقع شده‌است.

## خصوصیات
آلیاگا ۱۹۴٫۲ کیلومترمربع مساحت و ۳۸۱ نفر جمعیت دارد و ۱٬۱۰۵ متر بالاتر از سطح دریا واقع شده‌است.